# Крофордсвил (Арканзас)
Крофордсвил (енгл. Crawfordsville) град је у америчкој савезној држави Арканзас.

## Демографија
По попису из 2010. године број становника је 479, што је 35 (-6,8%) становника мање него 2000. године.
| Група             | 2000.       | 2010.       |
| Белци             | 254 (49,4%) | 311 (64,9%) |
| Афроамериканци    | 254 (49,4%) | 157 (32,8%) |
| Азијати           | 1 (0,2%)    | 0 (0,0%)    |
| Хиспаноамериканци | 6 (1,2%)    | 9 (1,9%)    |
| Укупно            | 514         | 479         |